# Șopteriu
Șopteriu – wieś w Rumunii, w okręgu Bistrița-Năsăud, w gminie Urmeniș. W 2011 roku liczyła 385 mieszkańców.